# San Miguel Número Dos
San Miguel Número Dos är en ort i Mexiko.   Den ligger i kommunen Santiago Ixcuintla och delstaten Nayarit, i den centrala delen av landet, 700 km väster om huvudstaden Mexico City. San Miguel Número Dos ligger 8 meter över havet och antalet invånare är 666.
Terrängen runt San Miguel Número Dos är mycket platt. Runt San Miguel Número Dos är det ganska glesbefolkat, med 45 invånare per kvadratkilometer. Närmaste större samhälle är Santiago Ixcuintla, 18,9 km öster om San Miguel Número Dos. Trakten runt San Miguel Número Dos består till största delen av jordbruksmark.